# Freepik
Freepik — сховище для зберігання зображень, ілюстрацій, звукозаписів, відеороликів та інших файлів. Онлайн-платформа розповсюджує свій вміст за моделлю freemium, коли користувачі можуть отримати доступ до більшої частини вмісту безкоштовно, але також можна оформити передплату з такими перевагами, як доступ до більш ексклюзивних ресурсів, можливість можливість не вказувати авторство використаного вмісту або збільшувати кількість щоденних завантажень.
Freepik було засновано у 2010 році в Малазі з ідеєю надання безкоштовних графічних ресурсів дизайнерам по всьому світові. Іспанська платформа стокових зображень використовується кількома мільйонами користувачів, у тому числі транснаціональними компаніями, такими як Microsoft, FedEx, Amazon або Spotify.

## Опис
Платформа є частиною Freepik Company — компанії, яка була обрана Financial Times як одна з тридцяти найбільш швидкозростаючих компаній на європейському континенті. Freepik Company є материнським брендом чотирьох інших творчих платформ: Flaticon, Slidesgo, Storyset та Wepik.
Контент продуктів Freepik Company створюється дизайнерами компанії та її понад 21 000 співробітниками з понад 100 країн, а кількість завантажень цього вмісту досягає в середньому понад 80 мільйонів на місяць.
У 2020 році шведська інвестиційна компанія EQT придбала контрольний пакет акцій Freepik Company.
У 2022 році Freepik був названий серед призерів G2 Best Software 2022 Awards, посівши 17-те місце в списку найбільш продаваного програмного забезпечення в Європі, на Близькому Сході та Африці та 43-тє місце в списку найкращих дизайнерських продуктів.

## Історія
Freepik був заснований у 2010 році братами Алехандро Санчесом та Пабло Блейнесом разом із їхнім товаришем Хоакіном Куенкою, засновником Panoramio (придбаного пізніше Google). Спочатку це була пошукова система, яка індексувала вміст із 10 найкращих безкоштовних веб-сайтів для дизайнерів.
У 2014 році Freepik перестав бути просто метапошуковиком і став масштабним виробником безкоштовних графічних ресурсів.
У 2015 році була запущена модель передплати продуктів. Користувачі, які платять за преміум-акаунт, отримують доступ до більшої кількості ресурсів і ексклюзивного вмісту на платформі без необхідності вказувати атрибути. Крім того, також запущена модель Contributors: дизайнери та фотографи можуть завантажувати свої ресурси на платформу та отримувати від їх використання дохід.
У 2018 році Freepik змінила візуальну айдентику, представивши новий логотип. Цей редизайн представив новий шрифт, змінений ізотип, а також колірну палітру. Метою цієї зміни стало переосмислення іміджу бренду з його наближенням до тенденцій графічного дизайну.
У 2020 році під час спалаху коронавірусу в рамках ініціативи компанії Freepik з КСВ компанія Freepik безкоштовно пропонувала свої ресурси медичним працівникам, освітянам, журналістам та працівникам державних установ.

## Придбання
У червні 2022 року Freepik оголосив про придбання британського стокового сайту Videvo, розширивши свою діяльність у сфері відео- та аудіоконтенту.
У жовтні 2022 року компанія придбала данський маркетплейс Iconfinder, а також Original Mockups — платформу для 3D-ресурсів і макетів, розширивши свою присутність у країнах Північної Європи та Латинської Америки.
У жовтні 2023 року Freepik придбав EyeEm, платформу, яка раніше конкурувала з Instagram, отримавши доступ до колекції зі 160 мільйонів стокових фотографій. У цей же період компанія відкрила офіс у Сан-Франциско та почала перехід від класичної стокової платформи до постачальника продуктів і сервісів на основі генеративного штучного інтелекту.
У травні 2024 року Freepik придбав іспанський стартап Magnific, що спеціалізується на покращенні якості зображень за допомогою штучного інтелекту.

## Дочірні підприємства
Freepik Company є материнським брендом 4 інших творчих платформ:
- Flaticon,
- Slidesgo,
- Storyset,
- Wepik